# Rödbukig örn
Rödbukig örn (Lophotriorchis kienerii) är en asiatisk fågel i familjen hökar inom ordningen hökfåglar. Den häckar i skogsområden från Indien till Filippinerna och Indonesien. Beståndet minskar i antal, så pass att IUCN listar den som nära hotad.

## Utseende och läten
Rödbukig örn är en liten, tofsförsedd örn med en kroppslängd på 46–60 cm och vingspannet 105–140 cm. Den är svart på ovansidan, vit på strupe och bröst och tydligt roströd på undersidan och undre vingtäckarna. Ungfågeln är helvit undertill. Fågeln är tystlåten utanför häckningstid, då varierande serier med genomträngande "keeee" hörs i flykten, följt av ett pipigt "kee...kee...kee...kipkipe...trree...".

## Utbredning och systematik
Rödbukig örn delas upp i två underarter med följande utbredning:
- Lophotriorchis kienerii kienerii – nordöstra Indien och Nepal; sydvästra Indien och Sri Lanka
- Lophotriorchis kienerii formosus – Myanmar till Indokina, Malackahalvön, Indonesien och Filippinerna

Tidigare fördes fågeln till släktet Hieraaetus, men DNA-studier visar att den är endast avlägset släkt med dessa. Numera förs den därför till det egna släktet Lophotriorchis.

## Levnadssätt
Rödbukig örn bebor högväxta städsegröna skogar och fuktiga lövskogar. Den verkar inte tolerera skogar som kraftig påverkats av människan. Fågeln lever av fåglar som fasaner, djungelhöns och duvor samt små däggdjur som ekorrar.
Inte mycket är känt om dess häckningsbiologi, men häckning har noterats från december till mars i Sri Lanka och Indien samt i februari i Filippinerna.

## Status och hot
Arten tros ha påverkats negativt av avskogningen genom hela dess utbredningsområde. Internationella naturvårdsunionen IUCN 
kategoriserar den därför som nära hotad.

## Namn
Fågelns vetenskapliga artnamn hedrar Louis-Charles Kiener (1799-1881), fransk zoolog och conchyliolog.